# CEPT

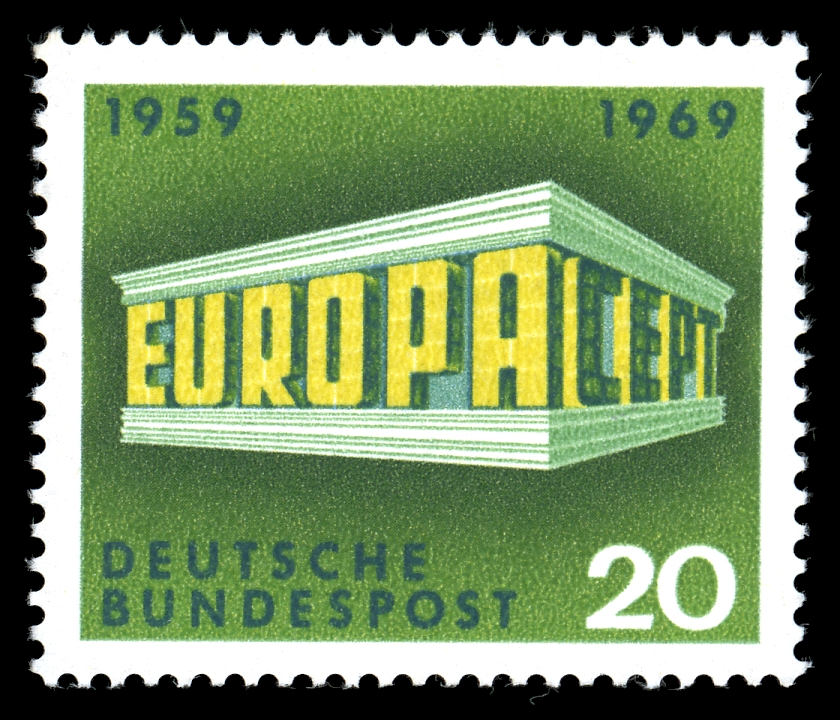
CEPT-Europazegel van Duitsland (1969)

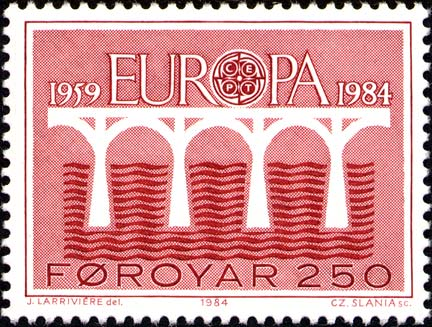
CEPT-postzegel van de Faeröer (1984)

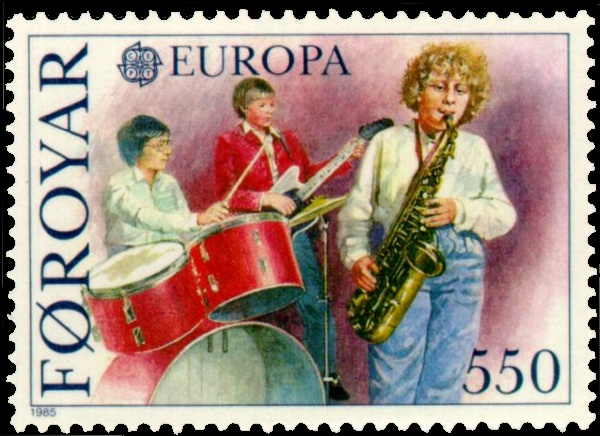
CEPT-postzegel van de Faeröer (1985)

CEPT staat voor Conférence européenne des administrations des postes et télécommunications. Deze organisatie werd op 26 juni 1959 opgericht om voor coördinatie tussen de afzonderlijke posterijen en telecommunicatiemaatschappijen in Europa te zorgen. De CEPT vertegenwoordigt de Europese landen in de Wereldpostunie (UPU). Vanuit de CEPT zijn andere, meer specialistische organisaties opgericht, zoals het Europees Telecommunicatie en Standaardisatie Instituut (ETSI) in 1988. In 2011 waren organisaties uit 48 landen bij de CEPT aangesloten. Van 1960 tot 1992 coördineerde CEPT de uitgave van de Europazegels. Sinds 17 maart 2022 zijn Rusland en Wit Rusland als leden voor onbepaalde tijd geschorst, in verband met de inval in Oekraïne door Rusland.
| - Albanië - Andorra - Azerbeidzjan - België - Bosnië en Herzegovina - Bulgarije - Cyprus - Denemarken - Duitsland - Estland | - Finland - Frankrijk - Georgië - Griekenland - Hongarije - Ierland - IJsland - Italië - Kroatië - Letland | - Liechtenstein - Litouwen - Luxemburg - Malta - Moldavië - Monaco - Montenegro - Nederland - Noord-Macedonië - Noorwegen | - Oekraïne - Oostenrijk - Polen - Portugal - Roemenië - Rusland - San Marino - Servië - Slovenië - Slowakije | - Spanje - Tsjechië - Turkije - Vaticaanstad - Verenigd Koninkrijk - Wit-Rusland - Zweden - Zwitserland |